# 乌克莱斯
乌克莱斯，是西班牙卡斯蒂利亚-拉曼恰昆卡省的一个市镇。总面积65平方公里，总人口299人（2001年），人口密度5人/平方公里。